# Filtrazione a cartuccia
La filtrazione a cartuccia è una tecnologia di depurazione delle acque inquinate basata sul passaggio forzato delle acque reflue attraverso un mezzo poroso.
Una cartuccia è costituita da elementi filtranti di ceramica o di polipropilene alloggiati in recipienti pressurizzati. L'uso dei filtri a cartuccia è una tecnica utilizzata per l'abbattimento del contenuto microbico e delle torbidità in sistemi di piccole dimensioni. Il processo è, infatti, in grado di separare particelle di 0,2 µm o di dimensioni inferiori. La dimensione dei pori variabile da 0,2 a 1 µm si adatta alla produzione di acqua potabile.
Spesso, è necessario un pretrattamento, effettuato mediante filtri sgrossatori, in modo da separare le particelle solide più grandi ed impedire il rapido intasamento delle cartucce. Inoltre, è raccomandato l'uso di un disinfettante per impedire la crescita microbica sulla superficie dei filtri che può causare incrostazioni e per ridurre il bypass dei filtri da 
parte di alcuni microbi.

## Applicazioni
Rimozione dei solidi sospesi, composti inorganici, metalli pesanti, radionuclidi, composti organici e microrganismi.

## Vantaggi
La filtrazione a cartuccia è una tecnica di filtrazione classica e consolidata. I filtri a cartuccia sono facili da condurre e da mantenere, e ciò li rende adatti a sistemi di piccole dimensioni, destinati ad un influente di bassa torbidità.

## Svantaggi
I filtri di polipropilene si intasano abbastanza rapidamente e devono essere sostituiti da nuove unità. Sebbene questi sistemi filtranti siano operativamente semplici, non sono
automatizzati e possono richiedere costi operativi elevati.